# Balho
Balho (arabisk: بالهو) er en landsby i det nordvestlige Djibouti. Byen ligger tæt på grænsen til nabolandet Etiopien i regionen Tadjourah.